# Tegella anguloavicularis
Tegella anguloavicularis är en mossdjursart som beskrevs av Arnold Girard Kluge 1952. Tegella anguloavicularis ingår i släktet Tegella och familjen Calloporidae. Inga underarter finns listade i Catalogue of Life.